# Synarmadillo simplex
Synarmadillo simplex är en kräftdjursart som beskrevs av Gustav Budde-Lund 1910. Synarmadillo simplex ingår i släktet Synarmadillo och familjen Armadillidae. Inga underarter finns listade i Catalogue of Life.